# Bentley 3.5 Litre
De Bentley 3½ Litre, later ook verkrijgbaar als 4¼ Litre, is een luxeauto van het Britse automerk Bentley die in september 1933 geïntroduceerd werd. Het was het eerste nieuwe model van Bentley nadat het bedrijf failliet ging en overgenomen werd door Rolls-Royce Limited.
Bentley verkocht alleen het rollende chassis met motor, versnellingsbak en radiator. Carrosseriebouwers leverden een carrosserie die voldeed aan de eisen van de koper. Bentleys uit deze tijd staan bekend als Derby Bentleys omdat ze gebouwd werden in de Rolls-Royce-fabriek in Derby. Bentleys uit de periode voor het faillissement zijn Cricklewood Bentleys.

## 3½ Litre
Alhoewel de 3½ Litre nog steeds de typische gebogen radiatorvorm had van de eerdere Bentley-modellen, was de auto in alle betekenisvolle opzichten een Rolls-Royce. De auto werd aangedreven door de 3,5-liter zes-in-lijnmotor van de Rolls-Royce 20/25. In de Bentley leverde deze motor door diverse aanpassingen een vermogen van ongeveer 82 kW (110 pk), goed voor een topsnelheid van 145 km/u. Ook de handgeschakelde transmissie met vier versnellingen, de bladvering en de mechanische trommelremmen met rembekrachtiging op de vier wielen waren gemeenschappelijk met andere Rolls-Royce-modellen.
Er werden 1177 exemplaren van de 3½ Litre gebouwd, waarvan ongeveer de helft een carrosserie had van Park Ward. De overige carrosserieën werden geleverd door diverse carrosseriebouwers, waaronder Barker, Carlton, Freestone & Webb, Gurney Nutting, Hooper, Mann Egerton, Mulliner (zowel Arthur als HJ), Rippon Bros, Thrupp & Maberly, James Young, Vanden Plas en Windovers in Engeland; Figoni et Falaschi, Kellner, Saoutchik en Vanvooren in Parijs en kleinere bedrijven elders in Groot-Brittannië en Europa.

## 4¼ Litre
Vanaf maart 1936 werd een 4¼ Litre-variant van de auto aangeboden, waarbij de herziene motor van de Rolls-Royce 25/30 in het 3½ Litre-chassis gemonteerd werd om het toenemende gewicht van de carrosserie te compenseren en het sportieve imago van de auto te behouden. De cilinderinhoud van deze motor werd vergroot tot 4,3 liter en leverde 92 kW (125 pk). Vanaf 1938 werden de auto's uitgerust met een overdrive-versnellingsbak. 
Er werden 1234 exemplaren van 4¼ Litre gebouwd, waarbij Park Ward de populairste carrosseriebouwer bleef. Veel auto's hadden een carrosserie van staal in plaats van de vorige, duurdere constructies van aluminium en essenhout.
De 4¼ Litre werd in 1939 opgevolgd door de Mark V, maar tussen 1940 en 1941 werden er nog steeds afgewerkte 4¼ Litre-exemplaren geleverd.

## Fotogalerij

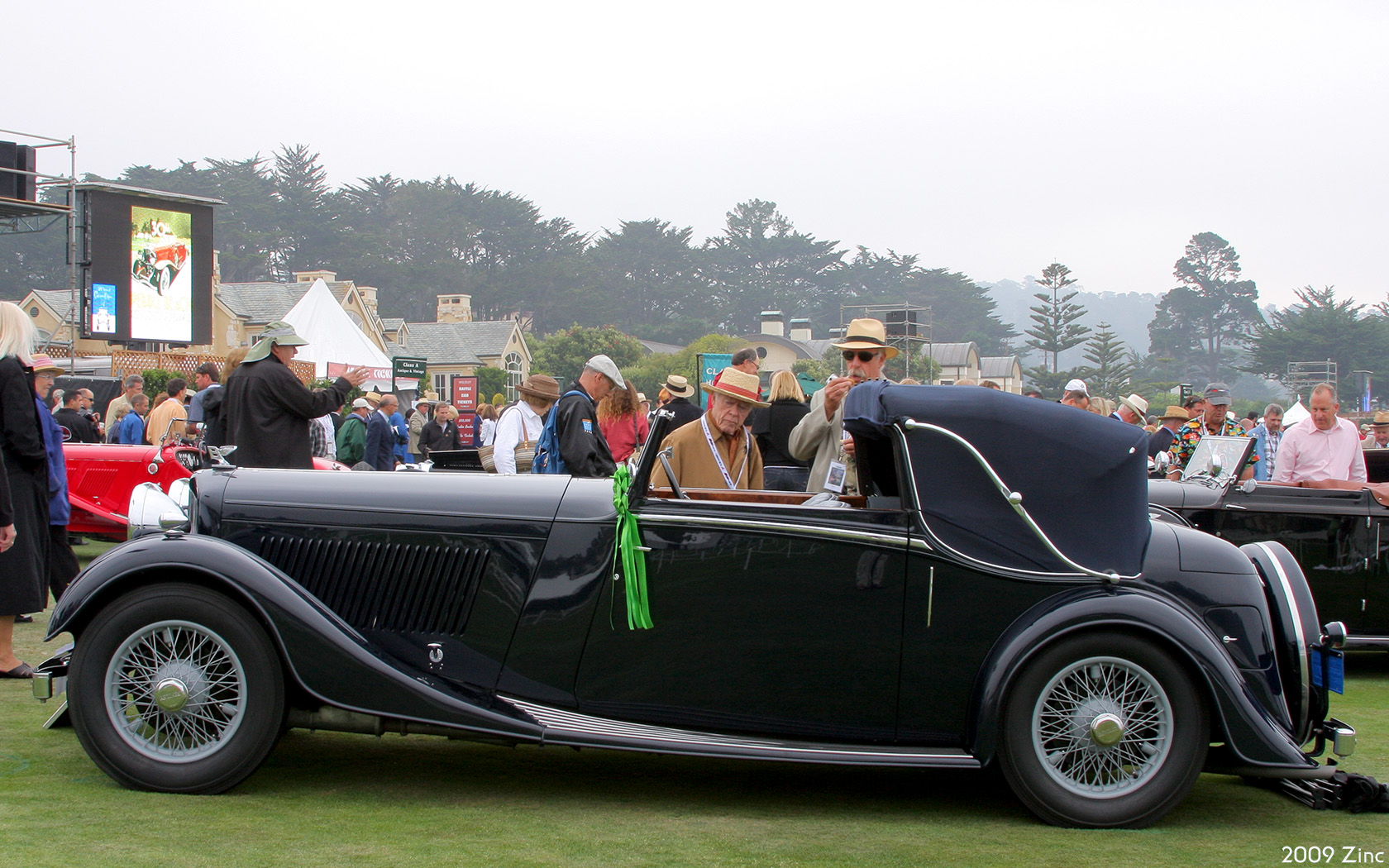
3½ Litre coupé de ville van Thrupp & Maberly (1934)
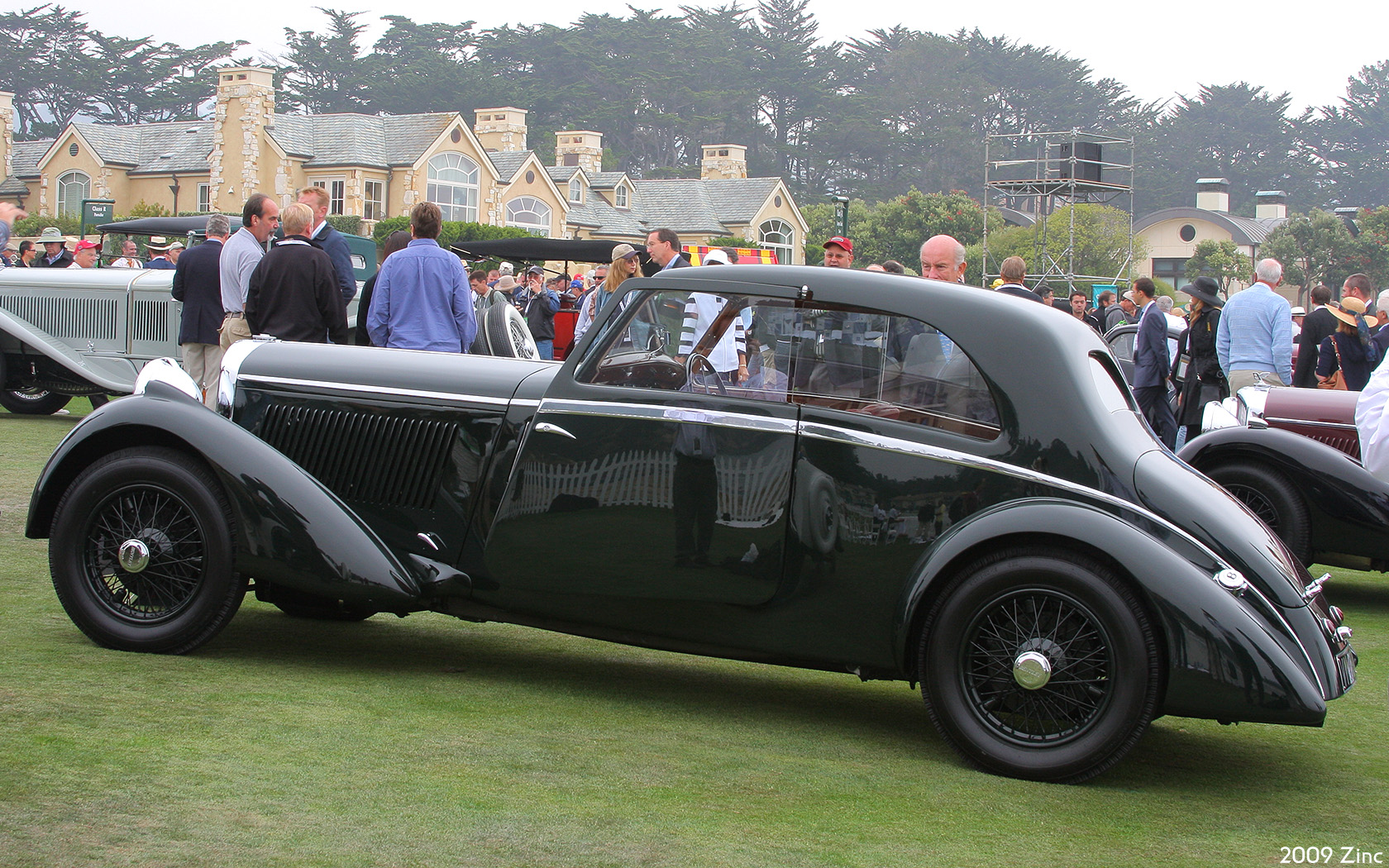
3½ Litre coupé van Bertelli (1935)
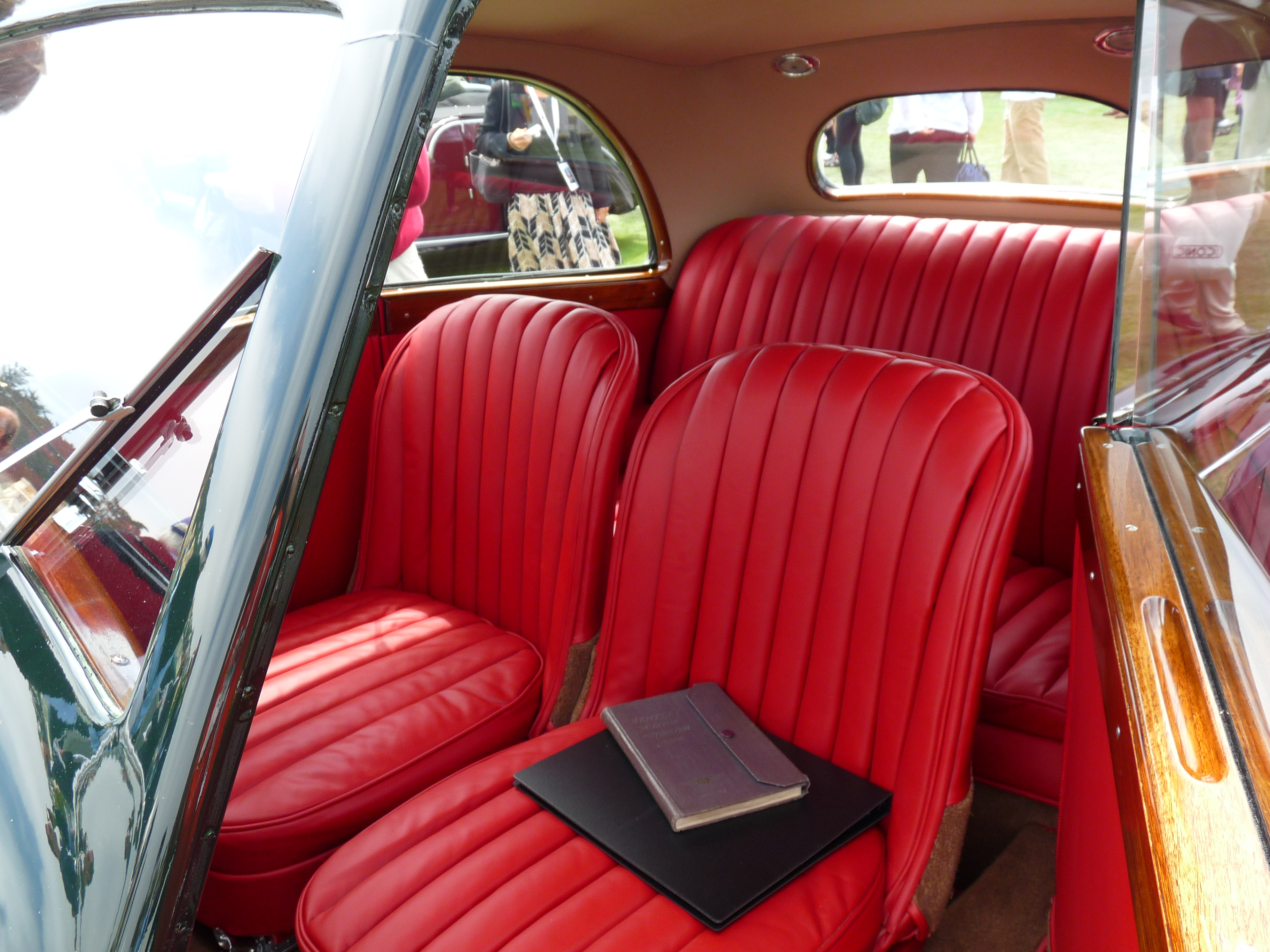
3½ Litre coupé van Bertelli (1935), interieur
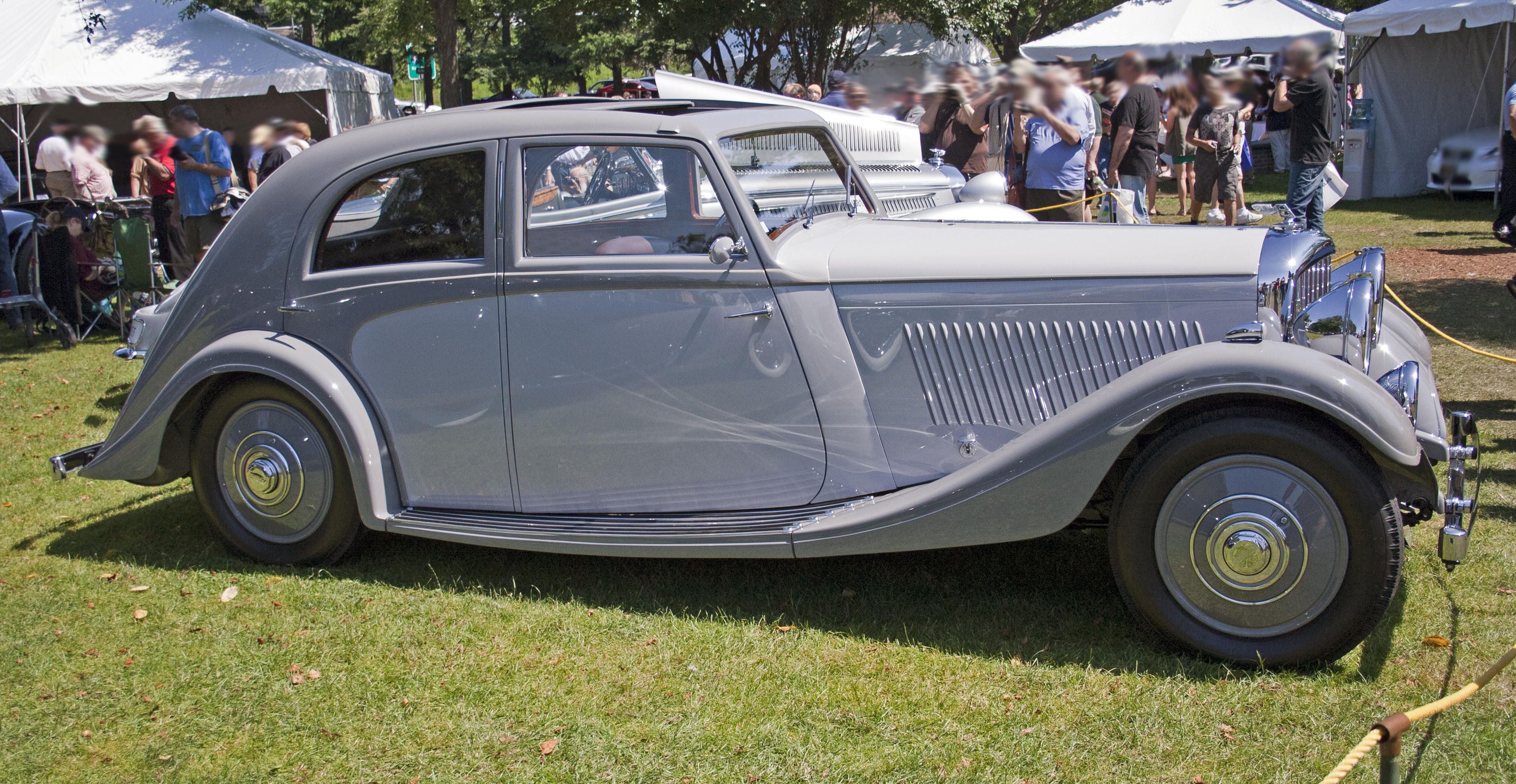
3½ Litre sportsedan van Rippon (1935)
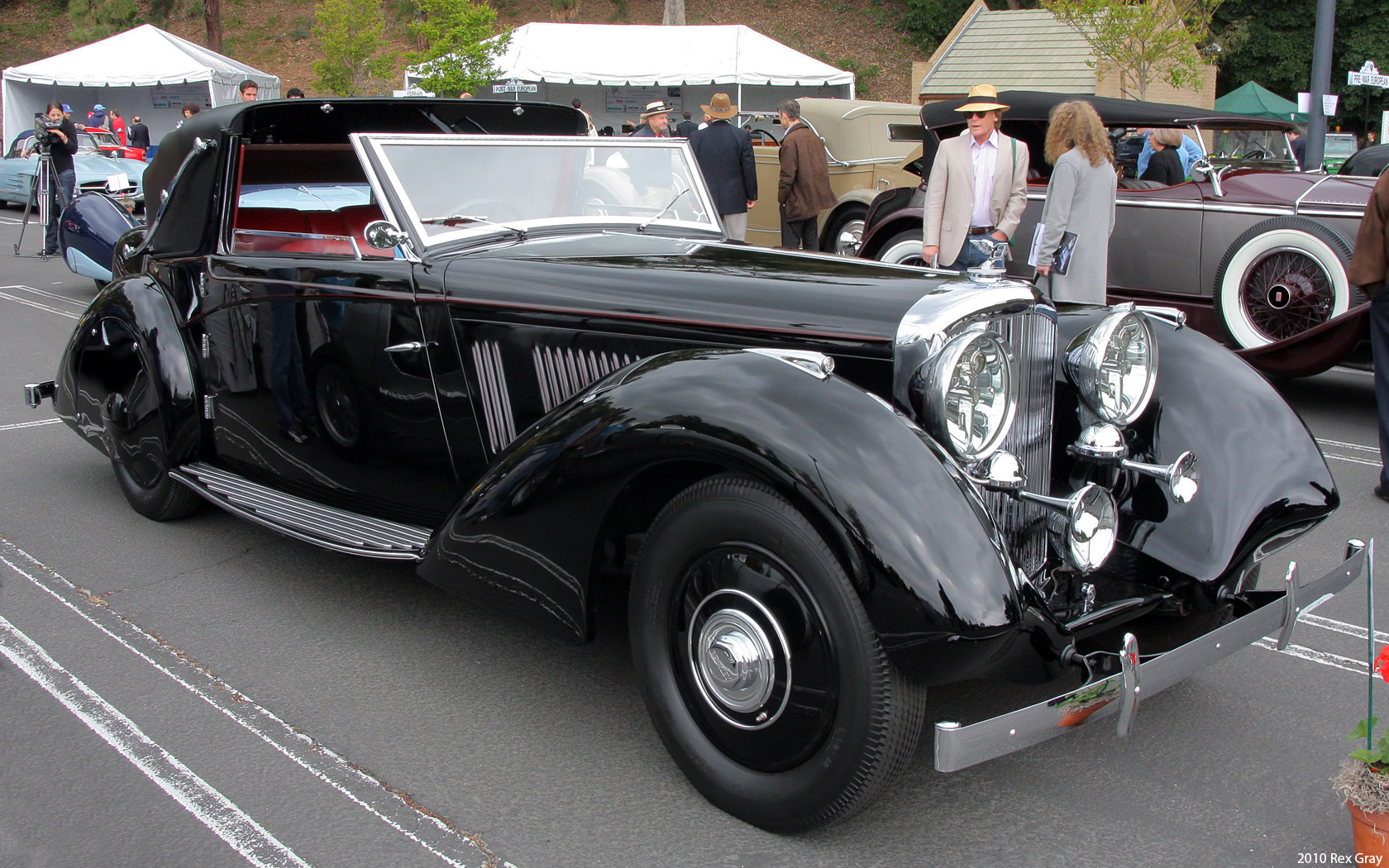
3½ Litre coupé de ville van Figoni et Falaschi (1936)
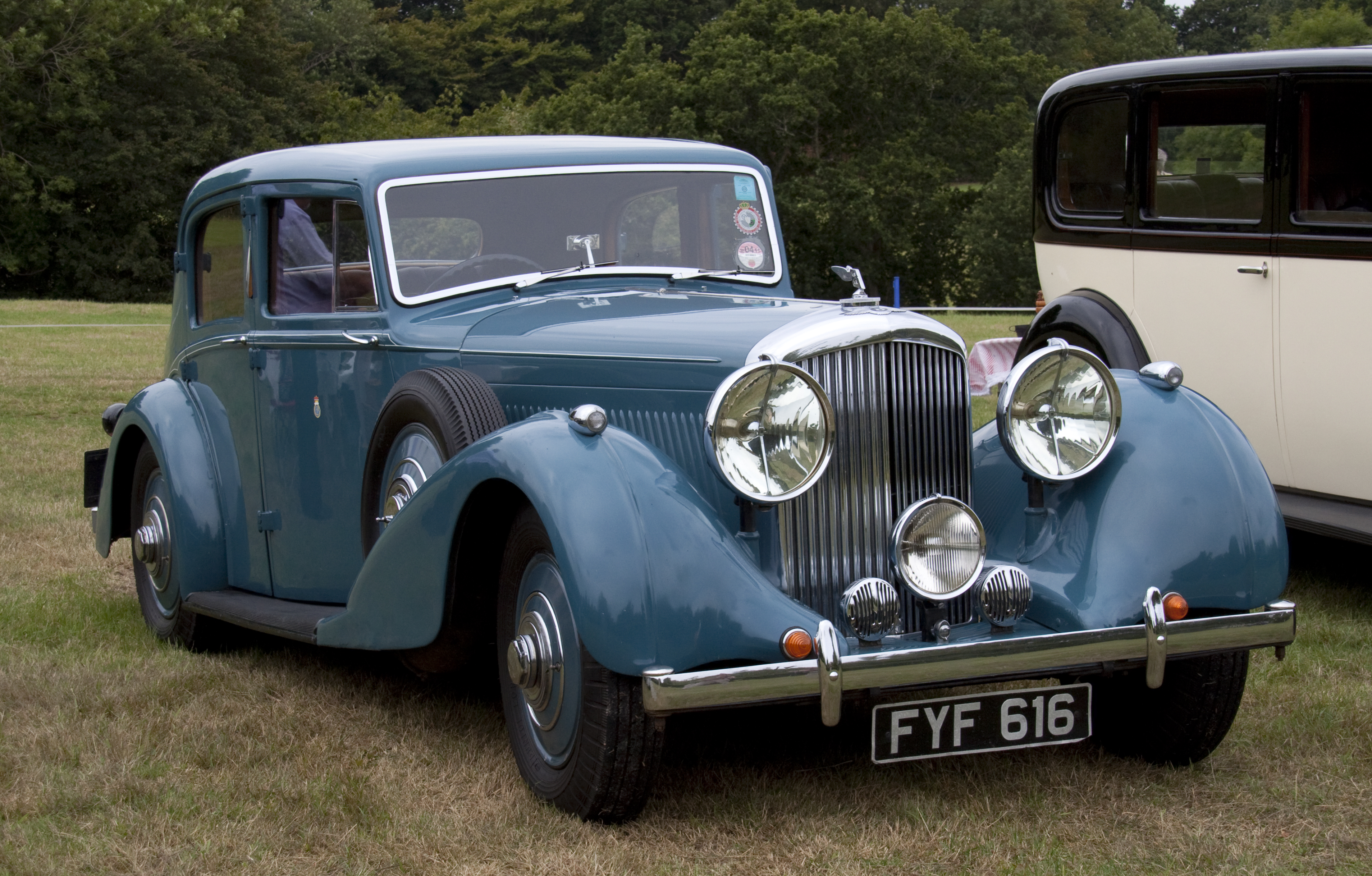
4¼ Litre sportsedan van Park Ward (1940)